# Der Himmel brennt (Film)
Der Himmel brennt (französischer Originaltitel: Le ciel sur la tête, „Der Himmel über dem Kopf“; italienisch: Allarme dal cielo, „Alarm vom Himmel“) ist ein französisch-italienischer Science-Fiction-Film von 1965. „Hauptdarsteller“ des Films ist der französische Flugzeugträger Clemenceau. Der Film gewann auf dem Internationalen Filmfestival Moskau 1965 einen Goldenen Preis.

## Handlung
Der französische Flugzeugträger Clemenceau ist gerade von einer Seereise zurückkehrend in den Hafen von Brest eingelaufen, als Alarm ausgelöst wird: Sowohl westliche als auch östliche Radarstationen haben ein UFO geortet. Die Mannschaft, die sich schon im Urlaub befunden hat, wird sofort zurückbeordert.
Auf See wird ein Beiboot des UFOs gesichtet. Als festgestellt wird, dass die Clemenceau von dem Flugobjekt radioaktiv verstrahlt wird, wird es mit Raketen abgeschossen. Daraufhin entfernt sich das Mutterschiff in den Weltraum.

## Kritik
Hahn/Jansen sahen in der Produktion analog zu Der letzte Countdown einen Propagandafilm zur Mobilisierung „nationaler Abwehrkräfte“. Der Spiegel bezeichnete den Film als Militärgroteske. Die Absicht des Regisseurs sei gewesen, die Bereitschaft der französischen Streitkräfte für den „Tag X“ nachzuweisen. Das Hamburger Abendblatt schrieb, dass der Film Einblicke in die „unheimliche, technisierte Kriegsmaschinerie unserer Tage“ erlaube.

## Trivia
Jacques Monod, der den Kommandanten der Clemenceau spielt, übernahm kurz darauf die Rolle des Kapitän Smollett in der deutsch-französischen Fernsehserie Die Schatzinsel.

## Überlieferung
Soweit bekannt, wurde der Film nicht im deutschen Fernsehen ausgestrahlt. Offenbar in den 1980er Jahren erschien von Toppic Video eine VHS-Edition. 2018 veröffentlichte Gaumont eine DVD- und Blu-ray-Disc-Edition auf Französisch.